# Cañón M2/M3/M6 75 mm
Los cañones M2 75 mm y el posterior M3 75 mm fueron los cañones de tanque estadounidenses estándar de la Segunda Guerra Mundial, utilizados principalmente en los dos principales tanques medios de la guerra, el M3 Lee (cañón M2 o M3) y el M4 Sherman (cañón M3).
Las variantes ligeras M6 y M5 fueron desarrolladas para equipar al tanque ligero M24 Chaffee, y a los subtipos -G y -H del bombardero B-25 Mitchell respectivamente. El M3 también se usó en un prototipo de tanque medio, el M7.

## Historia

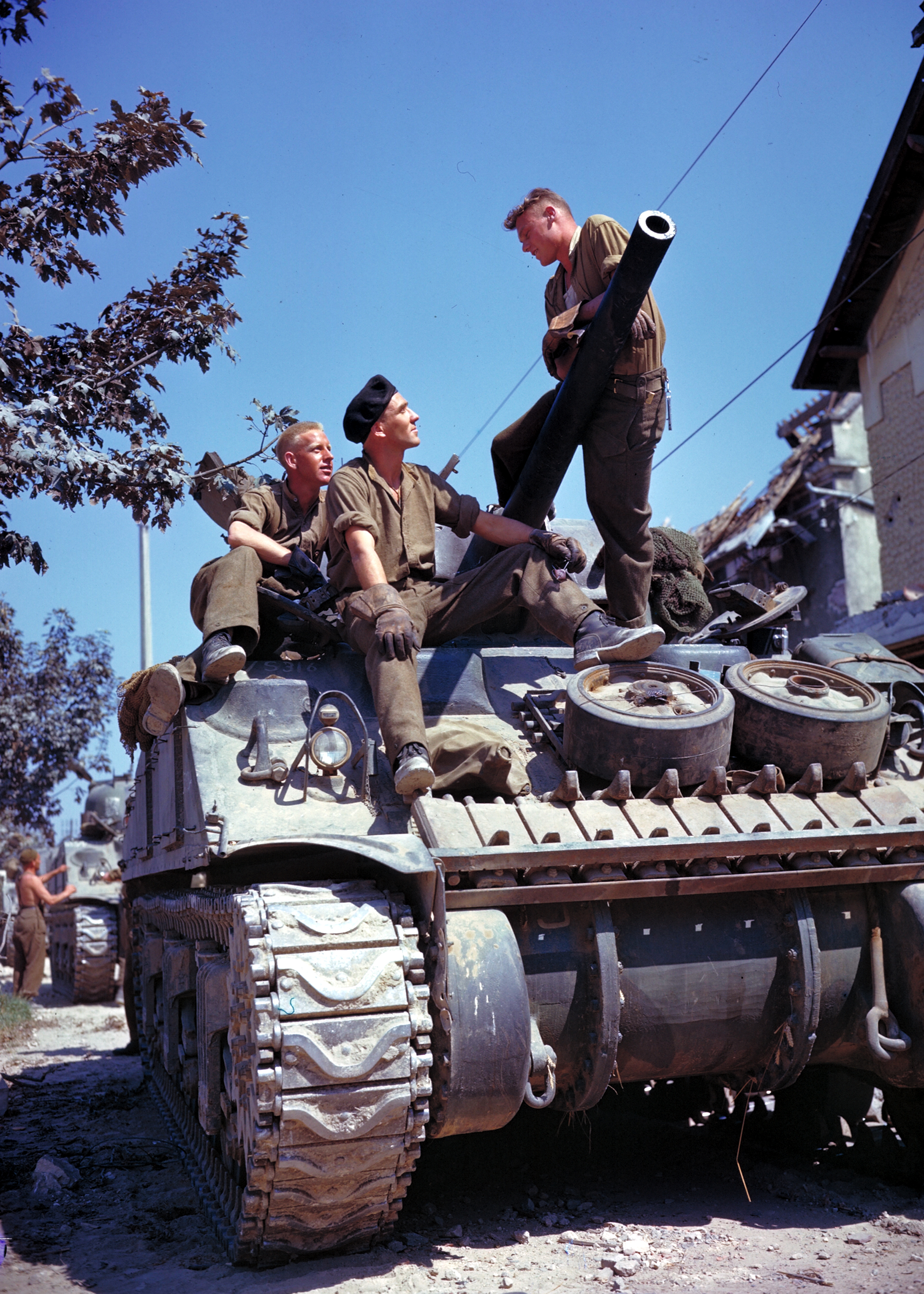
Tripulación canadiense y tanque M4 Sherman equipado con el cañón de 75 mm. Vaucelles, Francia. Junio de 1944.

El cañón de tanque de 75 mm tiene su origen en el famoso cañón francés Canon 75 mm modèle 1897 de la Primera Guerra Mundial, que también fue adoptado por los Estados Unidos y utilizado hasta la Segunda Guerra Mundial como el cañón de campaña M1897 75 mm. Los cañones de campaña y de tanque dispararaban la misma gama de proyectiles 75 x 350 R. El principal proyectil de alto poder explosivo era el M48, con un peso de 6,76 kg y una velocidad de 625 m/s, cuya carga explosiva era de 680 g de TNT (2845 kilojulios de energía explosiva) y empleaba dos tipos de espoletas; "Super Quick" (SQ) y "Delay" (PD), que tenían retrasos de 0,05 y 0,15 segundos respectivamente. La espoleta SQ era la configuración estándar, mientras que la espoleta PD era empleada contra estructuras, emplazamientos de artillería o vehículos ligeramente blindados. Los orígenes del cañón de campaña y sus municiones garantizaron que los proyectiles de alto poder explosivo empleados por la serie M2/M3/M6 fueran altamente efectivos para su calibre. El M48 estaba disponible en dos versiones, estándar y supercarga, que tenía una mayor carga propulsora para una mayor velocidad de boca (575 m/s frente a 450 m/s) y un mayor alcance (2.110 metros).
Otros importantes proyectiles disparados por los cañones de tanque de 75 mm incluían el bote de metralla T30, que era empleado contra soldados a corto alcance. Era básicamente un gigantesco cartucho de escopeta llenado con una gran cantidad de esferas de acero, que fue principalmente empleado en el Frente del Pacífico. También estaban disponibles el proyectil fumígeno M89 que lanzaba hexacloroetano (HC) desde su base y el proyectil M64 de fósforo blanco (WP o "Willy Pete"), que demostraron ser muy efectivos en el Combate del Bocage. También estaban disponibles dos proyectiles antiblindaje.
El primer proyectil antiblindaje era el M72 AP-T de 6,32 kg, un sencillo proyectil antiblindaje cuyo desempeño balístico se reducía al incrementarse el alcance debido a sus pobres características aerodinámicas. El M72 fue reemplazado por el M61 de 6,63 kg con cubierta balística, carga explosiva de alto poder y trazador (APCBC-HE-T). La cubierta balística antiblindaje, hecha de un metal más suave, ayudaba a prevenir la fragmentación del proyectil cuando impactaba con alta velocidad contra blindajes inclinados o templados. La cubierta balística aerodinámica actuaba como un parabrisas y mejoraba el desempeño balístico, manteniendo la velocidad e incrementando así la penetración de blindaje a mayores distancias. Una vez que el proyectil perforaba el blanco, una pequeña carga explosiva situada en una cavidad de su base detonaba, fragmentado el proyectil e incrementado los daños dentro del tanque enemigo. El trazador ayudaba a apuntar el siguiente disparo. En la práctica, la mayoría de proyectiles M61 fueron suministrados sin carga explosiva.
El proyectil antiblindaje M61A1 empleaba un método mejorado para acoplar la cubierta balística. El M61 tenía una velocidad de boca de 617 m/s y se le atribuía la capacidad de penetrar una plancha de blindaje homogéneo laminado de 81 mm de espesor en posición vertical, a una distancia de 457 m, lo cual era un desempeño bastante aceptable para los estándares de 1942. Este modelo de proyectil demostró ser letal para los Panzer III y Panzer IV (hasta el Ausf. F2), ya que el blindaje máximo de estos tanques tenía un espesor de 50 mm y muy poca inclinación, por lo que el M3 75 mm disparando el proyectil M61 era capaz de ponerlos fuera de combate desde una distancia de 1.500 m. Sin embargo, en marzo de 1942 los alemanes introdujeron el Panzer IV Ausf. G, que iba armado con el cañón KwK 40 con caña de 48 calibres de longitud y cuyo blindaje del glacis había sido incrementado a 80 mm - a pesar de esto, el blindaje de la torreta y el mantelete del cañón conservaba el espesor de 50 mm. Esto fue compensado en parte por el blindaje mejorado del M4 Sherman respecto al anterior M3 Lee, al observarse la reducción de la eficacia del M3 75 mm; Wa Pruef 1 estimó que el glacis del M4 era impenetrable para el KwK 40 al estar en un ángulo de 30°, mientras que el M3 75 mm podía penetrar el casco del Panzer IV Ausf. G desde 100 m en la misma situación.
Los tanques británicos de las primeras etapas de la Segunda Guerra Mundial iban armados con cañones antitanque de pequeño calibre y alta velocidad, tales como el QF de 2 libras de 40 mm y el QF de 6 libras de 57 mm. Como cañones de tanque, estos tenían la gran desventaja de no tener un proyectil de alto poder explosivo eficaz, o carecer por completo de este. Después de observar la eficacia de los cañones de tanque estadounidenses de 75 mm, los británicos optaron por adoptar el calibre estadounidense y su munición, recalibrando al QF de 6 libras y dando origen al Cañón QF 75 mm. Hacia 1944, este pasó a ser el cañón de tanque británico estándar, armando al tanque Cromwell y al tanque Churchill para las campañas en el noroeste de Europa.

## Variantes

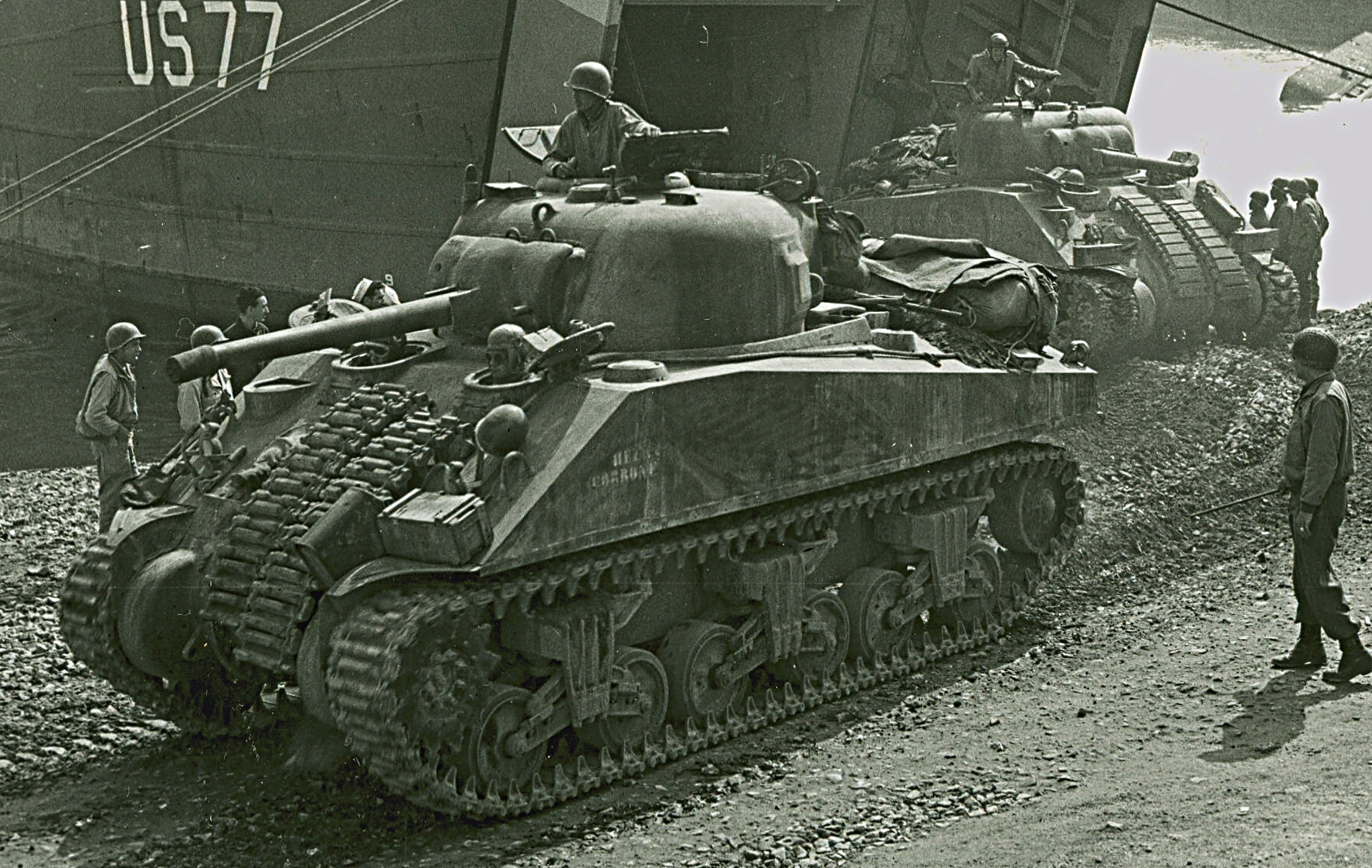
Tanques de un regimiento blindado, equipados con cañones M3 75 mm, desembarcando de un LST en el puerto de Anzio, Italia.

### M2
Versión usada en las primeras variantes del tanque medio M3 Lee.
- Longitud (en calibres): 31
- Velocidad de salida: 588 m/s
- Peso del proyectil (perforante M72): 6,32 kg
- Perforación contra plancha de blindaje homogénea de acero (M72, a distancia de 457 m, a 30° de la horizontal): 60 mm

### M3
Versión más larga, derivada del M2. Usado en vehículos estadounidenses y británicos como el tanque medio M4 Sherman, las últimas variantes del M3 Lee y el Tanque Churchill (III/IV, recuperados de M4 en el teatro de operaciones norteafricano) El ejército estadounidense también experimentó con varios vehículos sobre neumáticos para su uso como vehículo antitanque, pero el programa fue cancelado por no cumplir los requisitos indicados.
- Longitud (en calibres): 40 (3 m de longitud)
- Velocidad de salida: 619 m/s
- Peso del proyectil (perforante M72): 6,32 kg
- Perforación contra plancha de blindaje homogénea de acero (M72 , a distancia de 457 m, a 30° de la horizontal): 76 mm

### T13E1 / M5
Una versión ligera del M3 en la que su caña era de menor espesor. Utilizaba un sistema de amortiguación diferente para montarlo a bordo del bombardero B-25 Mitchell. Usaba la misma munición y tenía la misma balística que el M3.

### M6
Una versión derivada del T13E1 para el tanque ligero M24 Chaffee.

## Comparación de penetración
| Tipo de cañón     | Tipo de proyectil | Velocidad de boca | Penetración (mm) | Penetración (mm) | Penetración (mm) | Penetración (mm) | Penetración (mm) | Penetración (mm) | Penetración (mm) | Penetración (mm) | Penetración (mm) | Penetración (mm) | Penetración (mm) |
| Tipo de cañón     | Tipo de proyectil | Velocidad de boca | 100 m            | 250 m            | 500 m            | 750 m            | 1000 m           | 1250 m           | 1500 m           | 1750 m           | 2000 m           | 2500 m           | 3000 m           |
| ----------------- | ----------------- | ----------------- | ---------------- | ---------------- | ---------------- | ---------------- | ---------------- | ---------------- | ---------------- | ---------------- | ---------------- | ---------------- | ---------------- |
| 75mm L/31 (M2)    | M61 versus FHA    | 563 m/s           | 92               | 89               | 84               | 79               | 75               | 71               | 67               | 63               | 59               | 53               | 47               |
| 75mm L/31 (M2)    | M61 versus RHA    | 563 m/s           | 78               | 76               | 72               | 68               | 65               | 61               | 58               | 55               | 52               | 47               | 42               |
| 75mm L/31 (M2)    | M72 versus FHA    | 563 m/s           | 82               | 76               | 67               | 59               | 52               | 45               | 40               | 35               | 31               | 24               | 19               |
| 75mm L/31 (M2)    | M72 versus RHA    | 563 m/s           | 95               | 90               | 81               | 73               | 66               | 60               | 54               | 49               | 45               | 36               | 30               |
| 75mm L/40 (M3/M6) | M61 versus FHA    | 618 m/s           | 102              | 99               | 95               | 90               | 86               | 82               | 79               | 75               | 72               | 65               | 60               |
| 75mm L/40 (M3/M6) | M61 versus RHA    | 618 m/s           | 88               | 85               | 81               | 77               | 73               | 69               | 65               | 62               | 59               | 53               | 47               |
| 75mm L/40 (M3/M6) | M72 versus FHA    | 618 m/s           | 91               | 85               | 75               | 66               | 58               | 51               | 45               | 40               | 35               | 27               | 21               |
| 75mm L/40 (M3/M6) | M72 versus RHA    | 618 m/s           | 109              | 102              | 92               | 84               | 76               | 68               | 62               | 56               | 51               | 41               | 34               |